# Eclipse da crucificação

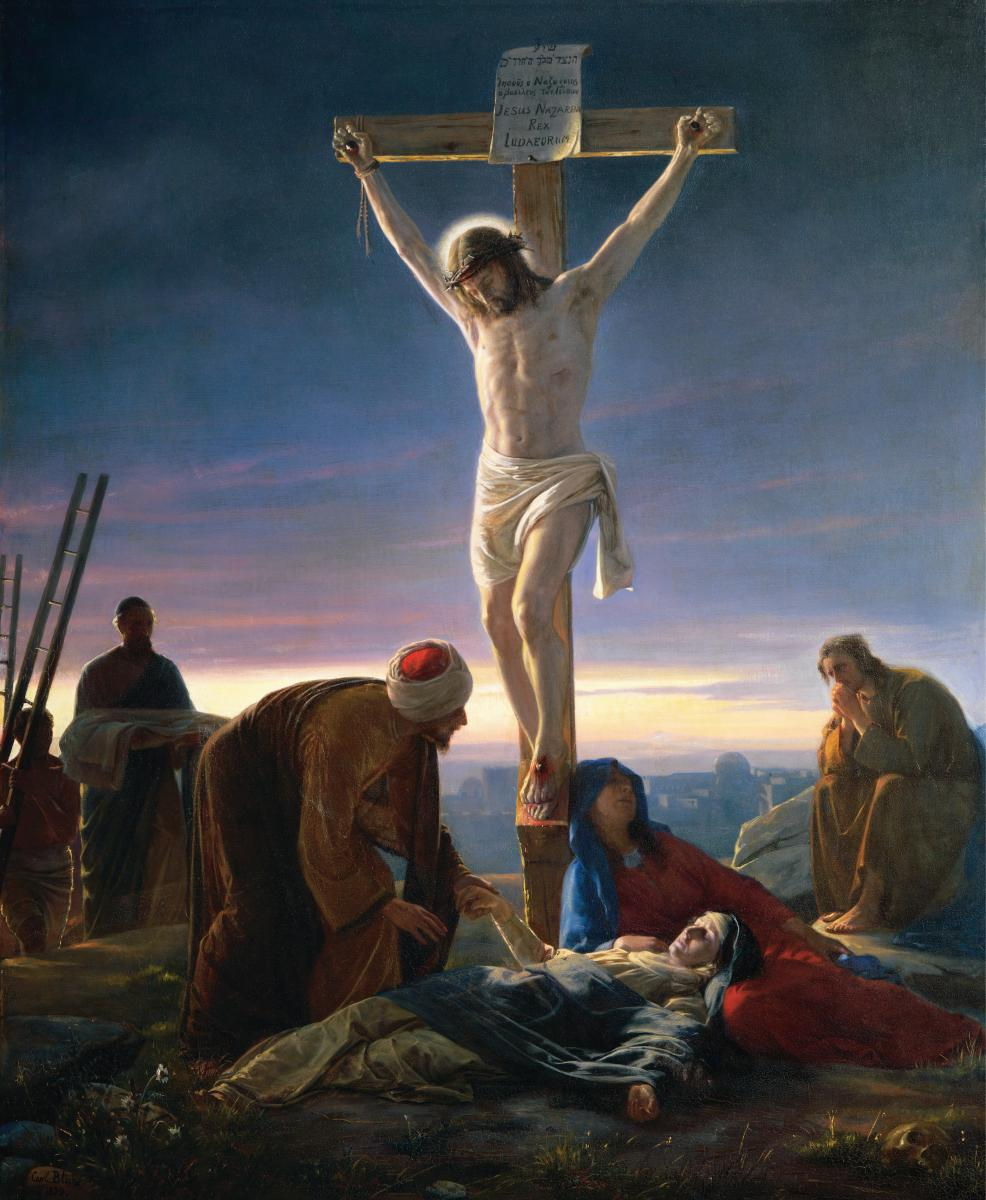
"Cristo na Cruz", por Carl Heinrich Bloch (1834–1890), exibindo o céu em trevas.

O eclipse da crucificação, também referido como escuridão da crucificação ou trevas da crucificação, é um episódio descrito em três dos evangelhos canônicos em que o céu se torna escuro durante o dia no momento da crucificação de Jesus.
No ano de 197 d. C., o apologista cristão Tertuliano considerou que este não era um eclipse, mas um presságio que, segundo ele, foi registrado nos arquivos romanos. O comentarista cristão do século III, Orígenes, ofereceu duas explicações naturais para a escuridão: poderia ter sido o eclipse (presumivelmente a partir de 29 d. C.) descrito por Flégon de Trales, ou poderia ter sido nuvens.
Os estudiosos modernos não encontraram referências contemporâneas à escuridão fora do Novo Testamento, mas encontraram menções a ela nos escritos antigos que as fontes de referência perdidas de hoje, como as do historiador grego Thallus. Alguns estudiosos preferem explicações naturais, como a Khamsin (tempestade de areia). Outros apontam que relatos semelhantes foram associados nos tempos antigos e no Antigo Testamento à morte de figuras notáveis, e veem o fenômeno como uma invenção que transmite um sentimento de poder de Jesus diante da morte, ou um sinal de nojo de Deus ao povo judeu.

## Narrativa bíblica
A referência bíblica mais antiga para o eclipse da crucificação é encontrada no Evangelho de Marcos, escrito por volta do ano 70.  Em seu relato da crucificação, na véspera da Páscoa, Marcos afirma que depois que Jesus foi crucificado às nove da manhã, a escuridão caiu sobre toda a terra, ou todo o mundo (em grego:  γῆν), do meio dia ("a hora sexta") até as três horas da tarde ("a hora nona"). Acrescenta, imediatamente após a morte de Jesus, que "o véu do templo se rasgou em dois, de alto a baixo".
O Evangelho de Mateus, escrito por volta dos anos 85 a 90, e utilizando ao de Marcos como referência, utiliza um vocabulário similar para descrever o fato: "E desde a hora sexta houve trevas sobre toda a terra, até à hora nona". O autor inclui detalhes mais aprofundados do acontecimento, como a ressuscitação de corpos de santos mortos, um grande terremoto e o reconhecimento de todos de que Jesus realmente era o Filho de Deus.
O Evangelho de Lucas, que foi escrito aproximadamente no ano de 90 e que também utilizou a Marcos como fonte, não utiliza nenhum dos detalhes da versão de Mateus, apenas mencionando o rasgo do véu do templo imediatamente antes da morte de Jesus,  e  afirma que escureceu-se o sol entre as horas sexta e nona, durante a crucificação.

E era já quase a hora sexta, e houve trevas em toda a terra até à hora nona, escurecendo-se o sol; e rasgou-se ao meio o véu do templo.

Alguns estudiosos afirmam que Lucas tentou explanar que ocorreu um eclipse natural ao utilizar tais termos. A maioria dos manuscritos do Evangelho de Lucas possuem a frase grega eskotisthe ho helios ("escureceu-se o sol"), mas os manuscritos mais antigos trazem tou heliou eklipontos ("a luz do sol falhou" ou "o sol estava em eclipse"). Considera-se que esta versão mais antiga seja a original, e que foi alterada posteriormente pelos escribas para corrigir o que consideravam um erro, já que seria praticamente impossível ocorrer um eclipse durante a Páscoa. Um dos primeiros teólogos cristãos sugeriu que o texto tivesse sido deliberadamente corrompido por opositores da Igreja para facilitar o ataque à ela.
Ocorre o relato da crucificação de Jesus no Evangelho de João, porém não pode-se observar trechos a respeito da escuridão, do rasgo do véu ou da ressuscitação dos mortos.

## Versões posteriores

### Escritos apócrifos
Uma série de relatos na literatura apócrifa diz respeito aos acontecimentos do eclipse da crucificação. O Evangelho de Pedro, escrito provavelmente a partir do segundo século, expandiu os relatos do evangelho canônico de maneiras criativas. Como um escritor afirma sobre, "os milagres que acompanham se tornam mais fabulosos e os presságios apocalípticos são mais vivos". Nesta versão, a escuridão que abrange toda a Judéia leva as pessoas a utilizarem lâmpadas acreditando que é noite. O Evangelho de Nicodemos, do quarto século, descreve como Pilatos e sua esposa ficam perturbados por um relato sobre o que está acontecendo, e os judeus que ele convocou diziam que era um eclipse solar comum. Outro texto do século IV, o suposto Relato de Pôncio Pilatos a Tibério, afirmou que a escuridão tinha começado na hora sexta, cobriu o mundo inteiro, e durante a tarde subsequente a lua cheia se assemelhava ao sangue durante toda a noite. Em um texto do quinto ou sexto século de Pseudo-Dionísio, o Areopagita, o autor afirma ter observado um eclipse solar da cidade de Heliópolis no momento da crucificação.

### Historiadores antigos
Nenhuma referência contemporânea a esta escuridão foi encontrada fora do Novo Testamento. Posteriormente, os historiadores especularam sobre uma referência em um trabalho pelo cronista Thallus. No século IX, o historiador bizantino Jorge Sincelo citou o historiador cristão do século terceiro Sexto Júlio Africano, que observou que "Thallus descarta essa escuridão como um eclipse solar". Não se sabe quando Thallus viveu, e não está claro se ele próprio fez alguma referência à crucificação. Tertuliano, na sua obra Apologeticus, contou a história do eclipse da crucificação e sugeriu que a evidência ainda deveria ser analisada nos arquivos romanos.
Até a era do Iluminismo, a história do eclipse da crucificação era frequentemente citada por apologistas cristãos, porque acreditavam que era um exemplo raro de história bíblica que era apoiada por fontes não-cristãs. Quando o crítico pagão Celso afirmou que Jesus dificilmente poderia ser um deus, porque ele não realizou grandes feitos, o historiador cristão do século III, Orígenes, respondeu, na obra Contra Celso, citando a escuridão, o terremoto e a abertura de túmulos. Como prova de que o incidente aconteceu, ele se referiu a uma descrição de Flégon de Trales de um eclipse, acompanhada por terremotos sentidos em outras partes do Império durante o reinado de Tibério (provavelmente o de 29 d.C.).
Em seu trabalho Comentário sobre Mateus, porém, Orígenes demonstrou uma abordagem diferente. Respondendo a críticas de que não houve menção a este incidente em nenhuma das muitas fontes não-cristãs, ele insistiu que era local para a Palestina e, portanto, teria passado despercebido para os demais. Para afirmações de que era apenas um eclipse, Orígenes apontou que isso era impossível e sugeriu outras explicações, como nuvens pesadas, com base apenas nos relatos afirmados em Mateus e Marcos, que não mencionam o sol.

## Relato no Livro de Mórmon
De acordo com o Livro de Mórmon, Samuel, o Lamanita profetizou a respeito do assunto em 5 a.C, no qual escreveu a respeito da escuridão do sol, bem como da lua e das estrelas. Samuel citou que "haverá trovões e relâmpagos pelo espaço de muitas horas, e a terra tremerá", detalhando o desmoronamento de montanhas de altitude considerável e a destruição de estradas e de cidades em sua totalidade. Segundo tal profecia, a escuridão que cobriria a face da terra deveria durar por três dias, para que este tempo fosse suficiente a eliminar qualquer incredulidade a repeito de Jesus entre os homens.
No momento da morte de Jesus, o Livro de Mórmon recordou o cumprimento de parte da profecia de Samuel. Segundo o oitavo capítulo do Terceiro Néfi, houve uma grande tormenta como nunca antes tinha sido vista na terra, citando a destruição de cidades, como Zaraenla, por meio do fogo; e de Moroni, afundada no mar. A passagem também afirma que a face inteira da terra foi mudada por causa da tempestade e dos tremores de terra que aconteceram durante o dia. O relato incluiu que várias destas cidades foram destruídas por completo, levando a morte de seus habitantes, durante estes sinais, que permaneceram por três horas. Entre eles, incluiu-se o eclipse, que segundo tal relato durou realmente três dias, conforme profetizado por Samuel, e que provocou "grandes gemidos do povo, por causa da escuridão e da grande destruição que haviam chegado a eles".

## Explicações

### Milagre
De acordo com o que era conhecido nos tempos antigos e medievais, um eclipse solar não poderia ocorrer durante a Páscoa (os eclipses solares somente acontecem em uma lua nova, enquanto a comemoração da Páscoa se dá durante a lua cheia), este foi considerado um sinal milagroso e não um evento natural. O astrônomo João de Sacrobosco escreveu, em sua obra Esfera do Mundo, que "o eclipse não era natural, mas sim milagroso e contrário à natureza". Os escritores modernos que consideram isso como um evento milagroso tendem a vê-lo como um fenômeno natural - como um pó vulcânico ou uma nuvem pesada - ou evitam explicações aprofundadas. A Bíblia de Estudo da Reforma, uma tradução de 1988 da Bíblia tradicional, por exemplo, simplesmente afirma: "Esta foi uma escuridão sobrenatural".

### Explicações naturais

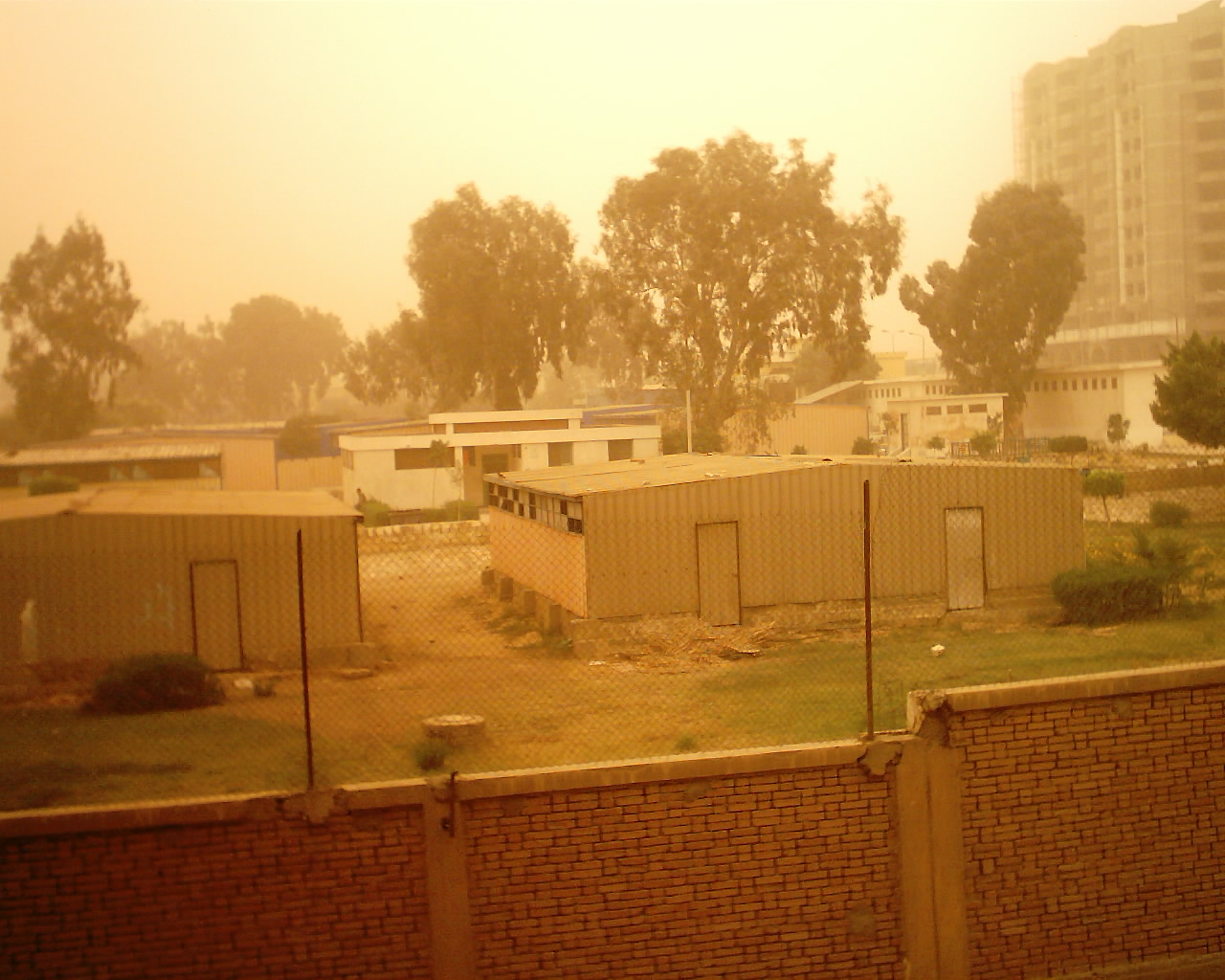
Tempestade de poeira de Khamsin no Egito em 2007

O relato do Evangelho de Lucas parece descrever o evento como um eclipse, e alguns escritores não-cristãos rejeitaram esta possibilidade. No entanto, os detalhes bíblicos não se relacionam com um eclipse: um eclipse solar não poderia ter ocorrido em ou perto da Páscoa, quando Jesus foi crucificado e teria sido muito curto para explicar três horas de escuridão. A duração máxima possível de um eclipse solar total é de sete minutos e 31,1 segundos. O único eclipse total visível em Jerusalém nesta era aconteceu mais tarde no ano, no dia 24 de novembro de 29 d. C. às 11:05h da manhã. Ao redor do Mar da Galileia, teria sido visível por apenas um minuto e quarenta e nove segundos. Para ter havido um eclipse parcial ou total de qualquer duração, enquanto Jesus foi crucificado, então ele teria que ter morrido em 24 de novembro de 29 d. C., cerca de meio ano depois do que os cientistas acreditam atualmente.
Em 1983, Colin Humphreys e W. G. Waddington argumentaram que a escuridão poderia ser explicada por um eclipse lunar parcial que aconteceu naquele dia: os eclipses lunares podem durar muito mais do que os solares. O astrônomo Bradley E. Schaefer, em contrapartida, apontou que o eclipse não teria sido visível durante o dia. Humphreys e Waddington especularam que a referência no Evangelho de Lucas a um eclipse solar deve ter sido o resultado de um escriba erroneamente emendar o texto dos manuscritos.
Alguns escritores explicaram a escuridão da crucificação em termos de tempestades solares, cobertura de nuvens pesadas, rescaldo de uma erupção vulcânica ou uma tempestade de poeira khamsin que pode ter ocorrido de março a maio. Uma obra popular do século XIX descreveu-a como uma "escuridão opressiva" e sugeriu que este era um fenômeno típico relacionado aos terremotos.

### Criação literária
Uma das visões entre os estudiosos dos tempos modernos é que o relato nos evangelhos sinópticos faz parte de uma criação literária dos escritores do evangelho, com o objetivo de aumentar a importância do que eles viram como um evento teologicamente significativo. Burton Mack descreve isso como uma invenção pelo autor do Evangelho de Marcos, enquanto G. B. Caird e Joseph Fitzmyer concluem que o autor não pretendia que a descrição fosse interpretada literalmente. W. D. Davies e Dale Allison concluem de forma semelhante: "É provável que, sem qualquer base factual, a escuridão foi adicionada para envolver a cruz em um símbolo rico e/ou assimilar Jesus a outras personalidades notáveis".
A imagem da escuridão sobre a terra teria sido entendida pelos leitores antigos como um sinal cósmico, um elemento típico na descrição da morte de reis e outras figuras importantes por escritores como Fílon de Alexandria, Dião Cássio, Virgílio, Plutarco e Flávio Josefo. Géza Vermes descreve o relato da escuridão como "parte da imagem escatológica judaica do dia do Senhor. Ele deve ser tratada como um fenômeno literário e não histórico, apesar de cientistas ingênuos e documentaristas de televisão exagerados tentarem o interpretar como um eclipse datável do sol. Eles estariam escalando a árvore errada".

## Interpretações

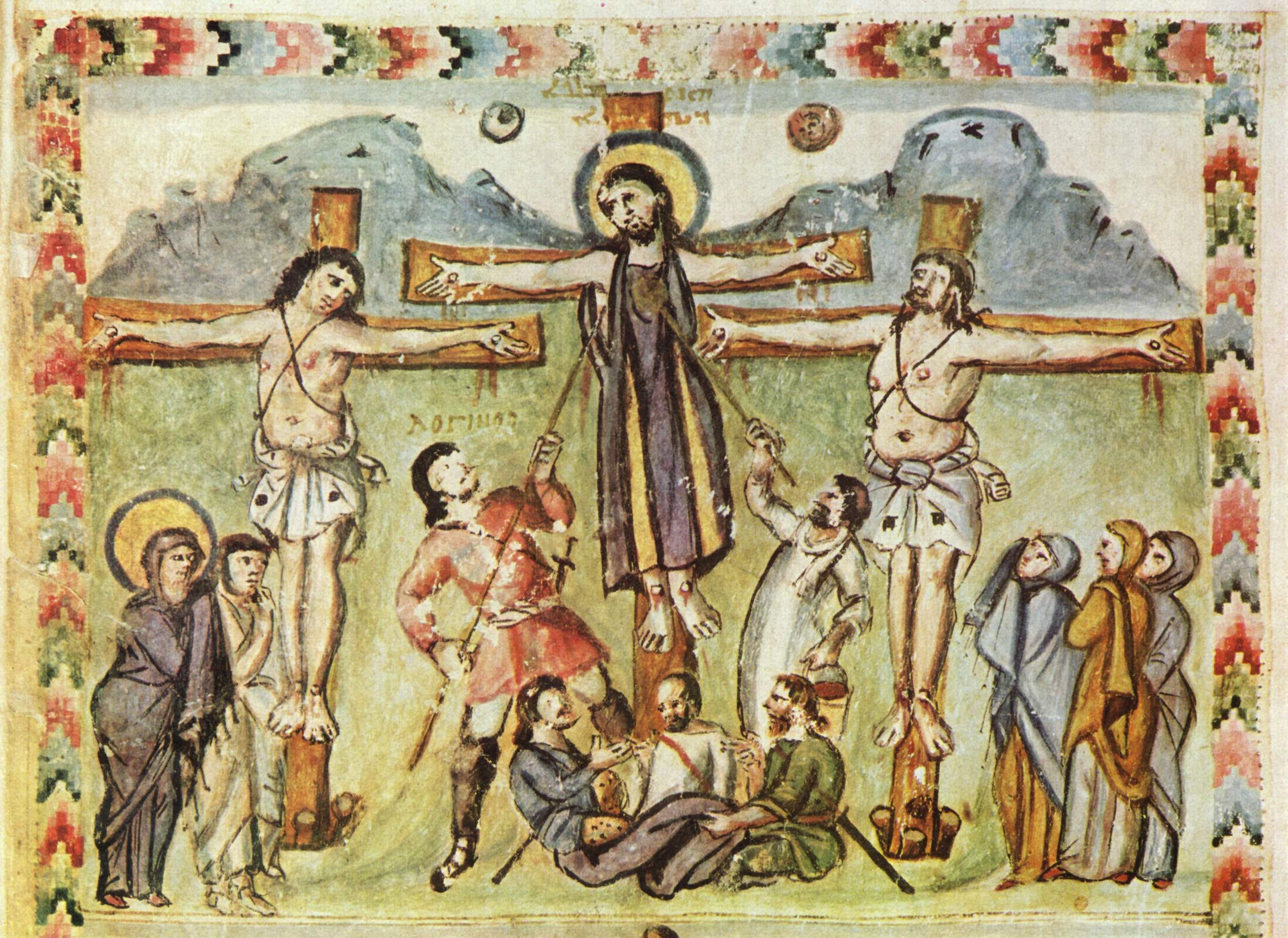
A primeira crucificação em uma iluminura, dos Evangelhos de Rabbula, em siríaco, datado de 586 d.C., onde se observa o sol e a lua no céu.

Este acontecimento desempenha um papel importante na narrativa literária do evangelho. O autor do evangelho de Marcos teve sua atuação aqui descrita como "no auge de seus poderes retóricos e teológicos". Uma ideia é de que a escuridão é uma inversão deliberada da transfiguração; alternadamente, o discurso anterior de Jesus sobre uma futura tribulação menciona que o sol está escurecido, e pode ser visto como prenunciando esta cena. Detalhes impressionantes como a escuridão do céu e o rasgo do véu do templo podem ser uma maneira de focalizar o leitor para longe da vergonha e humilhação da crucificação. Um professor de teologia bíblica concluiu: "é claro que Jesus não é um criminoso humilhado, mas um homem de grande significado. Sua morte, portanto, não é sinal de sua fraqueza, mas de seu poder".
Ao considerar o significado teológico do evento, alguns autores interpretaram a escuridão como um período de luto pela morte de Jesus. Outros viram isso como um sinal do julgamento de Deus sobre o povo judeu, às vezes conectando-o com a destruição da cidade de Jerusalém no ano 70; ou simbolizando a vergonha, o medo ou o sofrimento mental de Jesus. Fitzmyer compara o evento com uma descrição contemporânea registrada na obra Antiguidades Judaicas, de Flávio Josefo, que relata "atos ilícitos contra os deuses, dos quais acreditamos que o próprio sol se afastou, como se já não fosse repugnante olhar a falta de atitude".
Muitos escritores adotaram uma abordagem intertextual, examinando textos anteriores dos quais o autor do Evangelho de Marcos pode ter se baseado. Em particular, os paralelos foram frequentemente observados entre a escuridão e a profecia no Livro de Amós de um terremoto no reinado do rei Uzias de Judá: "E sucederá que, naquele dia, diz o Senhor Deus, farei que o sol se ponha ao meio-dia, e a terra se entenebreça no dia claro". Particularmente em conexão com essa referência, lida como uma profecia do futuro, a escuridão pode ser vista como um anúncio do fim dos tempos.
Outra fonte literária provável é a da narrativa das pragas no Livro de Êxodo, na qual o Egito é coberto pela escuridão por três dias. Os estudiosos também fizeram comparações com a descrição da escuridão na história da criação no Gênesis, com uma profecia sobre a escuridão do meio do dia por Jeremias e com uma profecia do fim dos tempos no Livro de Zacarias.
Fontes literárias romanas também foram postuladas, a saber, a morte de Júlio César.